# Soslan Tigiev
Soslan Tigiev (Vladikavkaz, 12 ottobre 1983) è un lottatore uzbeko, specializzato nella lotta libera.

## Biografia
Ha vinto la medaglia d'argento ai Giochi olimpici estivi di Pechino 2008 nel torneo della lotta libera, categoria 74 chilogrammi.
Quattro anni più tardi ai Giochi olimpici di Londra 2012 si è classificato terzo, aggiudicandosi la medaglia di bronzo nella medesima categoria. Con decisione del 6 novembre 2012, tuttavia, il Comitato Olimpico Internazionale (CIO) lo ha squalificato e gli ha revocato il premio, dopo che è risultato positivo ad una sostanza vietata ad un test antidoping.
Nel 2016 all'atleta è stata revocata anche la medaglia vinta a Pechino 2008, poiché da un riesame a posteriori dei campioni biologici prelevati in occasione delle gare e conservati presso i laboratori di Losanna, è risultato positivo al dehydrochlormethyltestosterone (turinabol).

## Palmarès
- Giochi asiatici

Doha 2006: bronzo nei 74 kg.